# William Blum

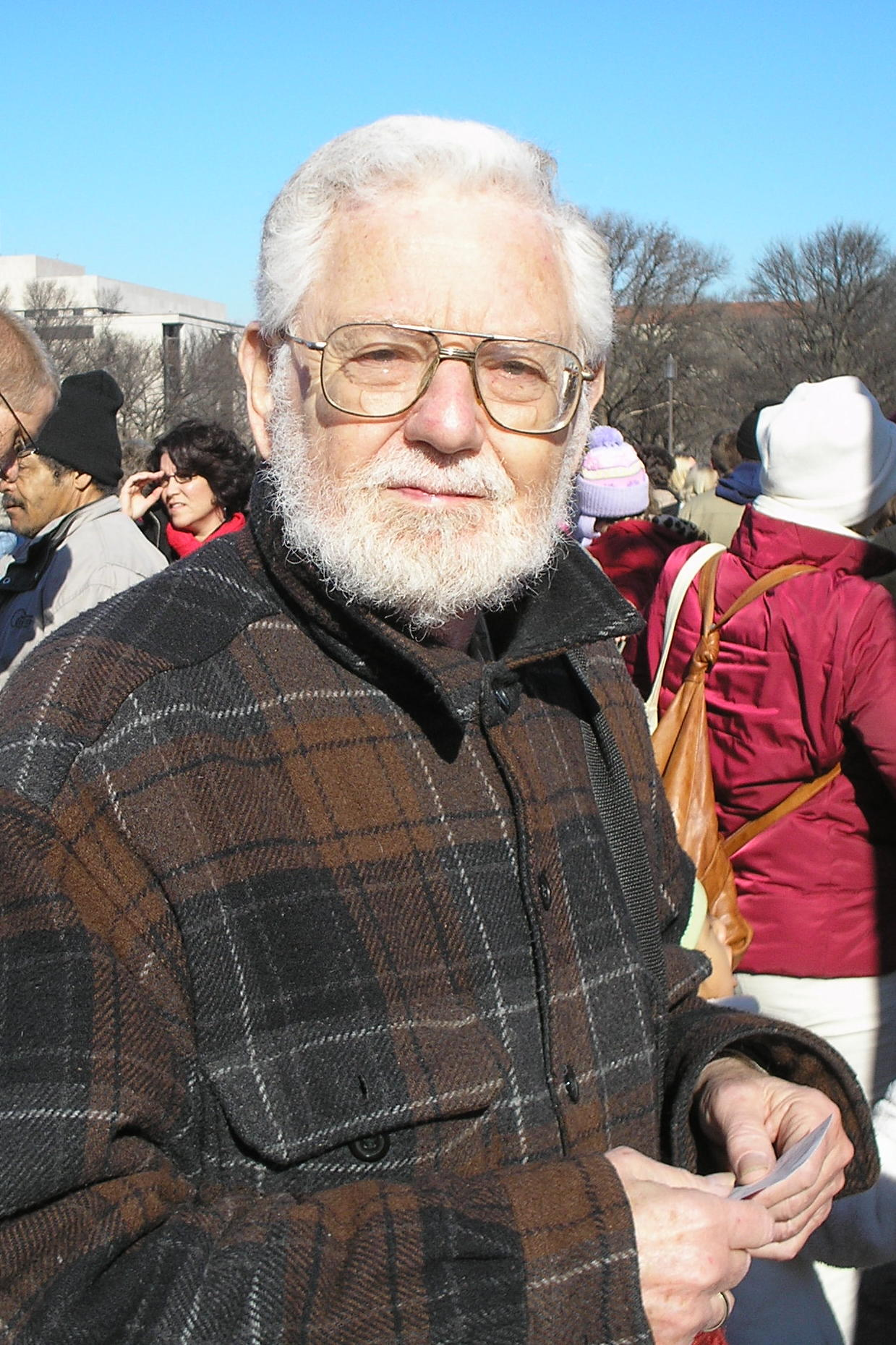
William Blum (2007)

William Blum (* 6. März 1933 in Brooklyn, New York; † 9. Dezember 2018 in Arlington, Virginia) war ein US-amerikanischer Publizist und Kritiker der Außenpolitik der USA. Er war beim Außenministerium der Vereinigten Staaten beschäftigt, bis er es 1967 wegen seiner Opposition zum Vietnamkrieg verließ. 

## Leben
Blum, Sohn polnischer Immigranten, machte zunächst eine Ausbildung zum Buchhalter und wurde Mitte der 1960er Jahre Angestellter beim State Department. Zunächst überzeugter Antikommunist, desillusionierte ihn nach eigenen Angaben die US-Politik gegenüber Vietnam und Blum wurde einer der Begründer der Untergrundzeitung Washington Free Press, die in den 1960er und 70er Jahren kritisch über den Vietnamkrieg berichtete. Er hat ausführlich zu Geheimoperationen und Morden der CIA geforscht und publiziert. Sein Hauptwerk Rogue State: A Guide to the World's Only Superpower aus dem Jahr 2000 fand die Würdigung zahlreicher Kritiker der US-Außenpolitik. Blum war mit einer Deutschen verheiratet und hatte einen Sohn. Er lebte in Washington D.C. Im Dezember 2018 starb William Blum im Alter von 85 Jahren in Arlington, Virginia.

## Schriften
- Killing Hope: US Military and CIA Interventions Since World War II – Updated. Common Courage Press 2003, ISBN 978-1567512526.
  - deutsch: Killing Hope. Zerstörung der Hoffnung – Globale Operationen der CIA seit dem 2. Weltkrieg. Mit einem Vorwort von Ignacio Ramonet. Zambon-Verlag, Frankfurt 2014, ISBN 978-3889751416.
- Rogue State: A Guide to the World’s Only Superpower. Updated Edition, London: Zed Books 2002.
  - deutsch: Schurkenstaat. Leitfaden zum Verständnis der einzigen noch verbliebenen Supermacht. Übersetzt von Verena Gajewski. Kai Homilius Verlag, Berlin 2008, ISBN 978-3-89706-530-7
- West-Bloc Dissident: A Cold War Memoir. New York, Soft Skull Press 2002.
- America's Deadliest Export: Democracy – The Truth About US Foreign Policy and Everything Else. Zed Books, London/New York 2013.